# Schloss Affaltrach

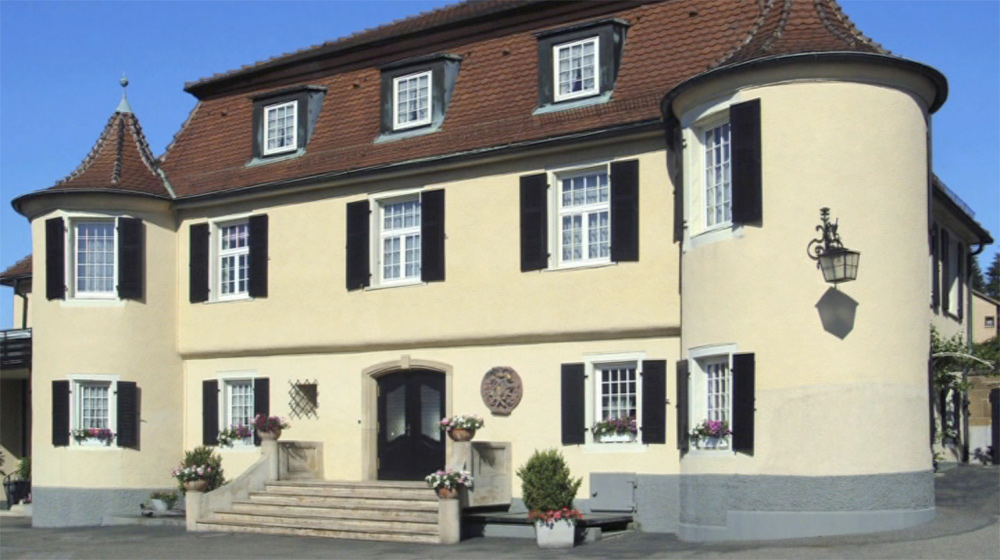
Schloss Affaltrach, vom Innenhof aus gesehen

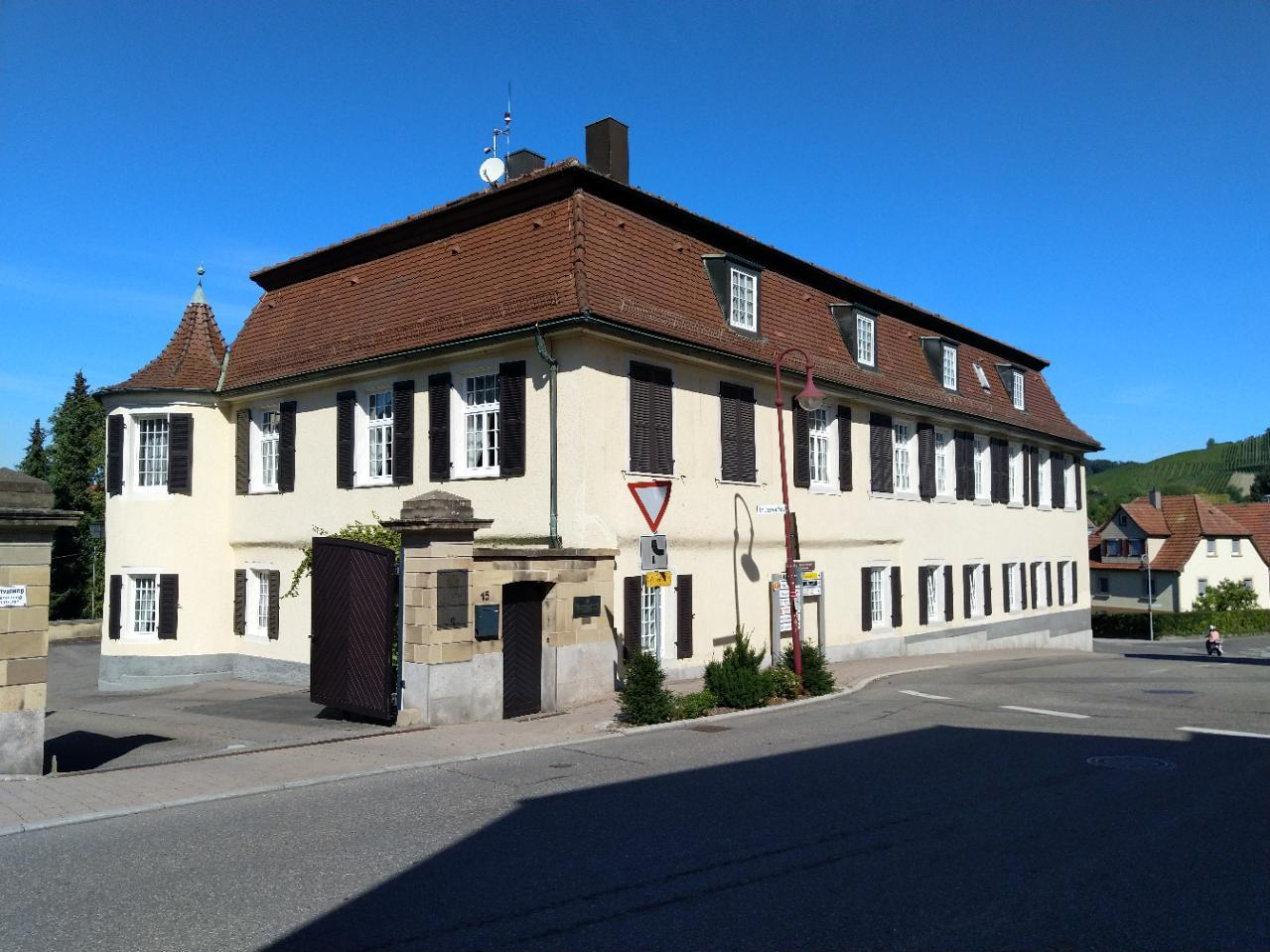
Schloss Affaltrach, Straßenseite

Schloss Affaltrach im Ortsteil Affaltrach der Gemeinde Obersulm im Landkreis Heilbronn im nördlichen Baden-Württemberg geht auf ein mittelalterliches Komturgebäude des katholischen Johanniterordens zurück, das nach zahlreichen Umbauten im 18. Jahrhundert im Wesentlichen seine heutige Gestalt erhielt. Das im 19. Jahrhundert in Privathand gekommene, denkmalgeschützte Gebäude ist seit 1928 Teil der Schlosskellerei Affaltrach.

## Geschichte

### Kommendehaus des Johanniterordens
Affaltrach wurde 1262 anlässlich des Verkaufs eines Weinbergs erstmals erwähnt. Im Ort bzw. an den nach Süden geneigten Keuperhängen des Salzbergs wurde vermutlich schon seit alters her Weinbau betrieben. Der Ort war im späten 13. Jahrhundert im Besitz der Grafen von Löwenstein und der Herren von Weinsberg. Der Johanniterorden erwarb 1278 von Gottfried von Löwenstein Besitzungen in Affaltrach, 1289 erhielt der Orden außerdem das Patronatsrecht über die Affaltracher Kirche. Der Orden erbaute im selben Jahr ein erstes Kommendehaus an der Stelle des heutigen Schlosses. Die Kommende Affaltrach gehörte zunächst zur Niederlassung des Johanniterordens in Schwäbisch Hall und wurde später selbstständig. Nikolaus von Löwenstein erhielt am 4. Juli 1333 von Kaiser Ludwig IV. das Recht, sein Dorf Affaltrach zur Stadt zu erheben, das er allerdings nicht in Anspruch nahm. Das Kommendehaus wurde im 14. und 15. Jahrhundert zum Schloss ausgebaut, zwischen 1480 und 1507 auf dem heutigen Grundriss erneuert und später noch vielfach umgebaut.
Schloss und Ort waren im Besitz des Johanniterordens, bis Kurfürst Friedrich von Württemberg im Dezember 1805 die Johanniterkommende Affaltrach nebst allen Besitzungen des Johanniterordens in Württemberg in Besitz nahm. Der letzte Komtur, Franz Konrad Josef Freiherr von Truchsess, Herr von Appenweier und Rheinfelden (1737–1826), der noch 1788 das Schloss kostspielig renoviert hatte und damit sein heutiges Äußeres schuf, blieb als königlicher Subprior und Patrimonialherr bis zu seiner Pensionierung 1809 im Amt. 1812 erwarb er das Schloss und zugehörige Grundstücke von der württembergischen Kameralverwaltung als Abfindungsausgleich.

### Wechselnde Besitzer nach 1813
1813 verschenkte Freiherr von Truchsess das Schloss an seine Hausdame, Madame Feil, und deren Tochter Anna Maria. 1825 schenkte er kurz vor seinem Tod noch Anna Maria Feils Gatten, dem k.u.k. Oberleutnant Kaspar von Herling, Entschädigungsansprüche aus seinen verlorenen Besitztümern in Frankreich. Nach von Herlings Tod durch Vergiftung am 23. März 1829 ging das Schloss bei der Erbteilung im November 1829 an dessen Töchter Nanette (Ehefrau des Neckarsulmer Stadtschultheißen Poccoroni) und Franziska (Ehefrau des Affaltracher Posthalters Hertling). Die Erbengemeinschaft verkaufte das Schloss wiederum 1875 an Johann Klaiber, und dieser nach Konkurs 1898 an Christian Haug. Über zwei weitere Besitzerwechsel in den Jahren 1900 (August Bräuninger) und 1917 (Hermann Weisse) gelangte das Schloss schließlich mitsamt den zugehörigen Grundstücken am 14. November 1928 in den Besitz der Gemeinde Affaltrach, die es am 26. November 1928 bereits wieder zum Verkauf ausschrieb.
Der Umfang der Anlage wurde in der Ausschreibung der Gemeinde von 1928 wie folgt beschrieben: Selten günstiges Angebot! Herrschaftssitz. Schloß unter Denkmalschutz, in tadellosem Zustand, 12 best eingerichtete Zimmer, Bad, Stallungen, große Scheuer mit großem prima Keller, anschließend 65 ar ev. 120 Ha Gemüse- und Baumgarten in schönster Lage des Weinsberger Tales, Bahnstation, für jeden beliebigen Zweck geeignet. Der von der Gemeinde geforderte Kaufpreis betrug 40.000 RM.

### Schlosskellerei seit 1933
Bereits am 10. Dezember 1928 war mit Willy Baumann (* 1884; † 27. Oktober 1964) ein Käufer gefunden, der im Schloss die Gründung einer Kellerei beabsichtigte. Baumann entstammte einer Gaildorfer Rotgerber- und Weinhändlerfamilie, hatte vor dem Ersten Weltkrieg in Paris ein Exporthaus für Frühgemüsespezialitäten betrieben, war nach dem Ersten Weltkrieg fünf Jahre interniert und hatte dann das elterliche Geschäft in Gaildorf übernommen. Er war seit 1923 mit Elisabeth Muth aus Guntersblum verheiratet, die einer begüterten Winzerfamilie aus Rheinhessen entstammte, die auch den Kauf des Schlosses in Affaltrach finanziell ermöglichte. Baumann gründete die Schloßkellerei Affaltrach, Willy Baumann, die 1933 in Heilbronn in das Handelsregister eingetragen wurde. Das Unternehmen befindet sich bis heute in dritter Generation im Familienbesitz und hat zahlreiche Preise bei württembergischen und nationalen Weinprämierungen erlangt, darunter in den 1970er Jahren mehrfach den Bundesehrenpreis der DLG. 1973 erzeugte die Kellerei einen Rekordwein mit 292 Grad Oechsle. Der Sohn und Nachfolger des Gründers, Reinhold Baumann, wurde 1976 mit dem Bundesverdienstkreuz ausgezeichnet. Thomas Baumann trat 1984 in die Firma ein und trägt heute federführend die Verantwortung für die Schlosskellerei Affaltrach Dr. Reinhold Baumann. Die selbst bewirtschafteten Weingüter ,Dr. Baumann' und ,Freiherr von und zu Weiler'sches Weingut' haben heute eine Rebfläche von mehr als 40 Hektar. Zusätzlich verarbeitet Schloss Affaltrach das Lesegut der ,Weingärtner Erzeugergemeinschaft Obersulm-Affaltrach e. V.', in der über 250 Mitglieder zusammengeschlossen sind und die über 300 Hektar Rebfläche in vielen bekannten Weinorten Württembergs bewirtschaften. Die Sektherstellung als Ergänzung des großen Weinsortiments wurde bereits 1936 aufgenommen und auf inzwischen 35 Sorten ausgedehnt. Neben den eigenen Marken liegt der Schwerpunkt des Sektabsatzes bei über 8.000 Eigenausstattungen für Kunden aus Industrie und Handel, dem Weinfachhandel, der gehobenen Gastronomie und Hotellerie.
Das Schlossgebäude in der Ortsmitte von Affaltrach ist von modernen Kellereigebäuden umgeben.